# 吉竹顕彰
吉竹 顕彰（よしたけあきら、1957年（昭和32年） -  ）は、日本の気象予報士。NHK福岡放送局の夕方ニュースで気象キャスターを務める。

## 来歴・人物
佐賀県武雄市出身。佐賀県立武雄高等学校を経て九州大学理学部物理学科を卒業した。

1980年、日本気象協会九州支社に入社した。
1990年よりNHK福岡の気象キャスターを担当する。
2022年度NHK放送文化賞を受賞した。
趣味は植物観察、自転車、読書、音楽（ジャズ）など。

## 出演番組
- NHK福岡『ロクいち!福岡』
- 放送100年 地域特集『ラジオドラマで伝える 福岡のアナウンサーと戦争』（2025年3月29日・九州沖縄地方）
- 放送100年 福岡発ラジオドラマ『JOLK〜戦時下を生きたアナウンサーたち〜』（2025年3月29日・R1＜九州沖縄地方＞）